# أنجيلا ووكر
أنجيلا ووكر (بالإنجليزية: Angela Walker) هي لاعبة جمباز إيقاعي نيوزيلندية، ولدت في 19 مارس 1967 في أوكلاند في نيوزيلندا.

## وصلات خارجية
- أنجيلا ووكر على موقع اللجنة الأولمبية الدولية (الإنجليزية)
- أنجيلا ووكر على موقع أوليمبيديا (الإنجليزية)
- أنجيلا ووكر على موقع اللجنة الأولمبية النيوزيلندية (الإنجليزية)